# Jean Dours (homme politique)
Pour les articles homonymes, voir Dours (homonymie).
Jean Dours est un haut fonctionnaire et homme politique français né à Miélan le 14 janvier 1913 et mort dans la même ville le 19 août 2004.

## Biographie
Jean Dours naît le 14 janvier 1913 à Miélan dans le Gers dans la famille d'un ouvrier agricole. Après des études secondaires au lycée d'Auch, il s'oriente vers le droit public et l'économie politique et obtient un doctorat dans cette discipline. Il est également diplômé de l'École libre des sciences politiques.
Reçu major du concours, il entre au ministère de l'Intérieur le 27 janvier 1939. Mobilisé le 20 avril 1939, il est fait prisonnier et ne retrouve la France et la liberté que le 4 juillet 1945. Après la guerre, il réintègre le ministère de l'Intérieur comme sous-chef du bureau des élections puis secrétaire général du personnel.
Il est nommé sous-préfet hors classe en 1948 et occupe la fonction de directeur adjoint au cabinet du préfet de la Seine Roger Verlomme. En 1956, il est préfet hors-cadre, conseiller et directeur de l'économie de guerre dans le cadre de l'organisation générale de la défense nationale aux côtés de l'amiral Georges Cabanier.
Le 11 septembre 1962, il entre au service du ministre délégué chargé de l'Information Christian Fouchet et part comme administrateur dans l'Algérie française en guerre. Il est nommé Préfet de Bône et assure également les fonctions de directeur de cabinet du haut-commissariat en Algérie.
Il réintègre le ministère de l'Intérieur, tout d'abord comme chef de cabinet puis à partir de janvier 1967 comme directeur général de la Sûreté nationale et premier directeur général de la Police nationale. Il est nommé à ce poste avec l'appui de Georges Pompidou dont il est un ami personnel. Il sert à ce poste, d'où il suit les événements de mai 1968, sous les ministères de Roger Frey, Christian Fouchet et Raymond Marcellin.
Il signe, le 4 novembre 1970, pour le ministre de l'Intérieur Raymond Marcellin et par délégation en sa qualité de directeur général de la Police nationale, l'arrêté d'interdiction de vente aux mineurs de dix-huit ans, d'exposition et de publicité par voie d'affichage, de L’Hebdo Hara-Kiri.
Après son départ du ministère, il entre, en 1974, au service du groupement des industries françaises aéronautiques et spatiales et conseille le président directeur général de la Snecma.
Il retrouve ses origines gersoises à partir de 1968. Conseiller municipal d'Auch sur la liste du maire Patrice Brocas, il lui succède après son décès en 1968 pour les deux dernières années de son mandat et est réélu en 1970. Il est également conseiller général du canton de Miélan de 1973 à 1992.
Il acquiert une propriété agricole au lieu-dit « Forcets » à proximité de Miélan, sa commune natale, où il se retire dans les années 1980 à la tête d'un troupeau de deux cents têtes de bétail. Passionné de rugby et de corridas, il soutient le FCA et ne manque aucune des ferias de Vic-Fezensac, de Bayonne et de Dax. Il meurt à Miélan le 19 août 2004.
Jean Dours était commandeur de l'ordre national de la Légion d'honneur depuis 1965 et grand officier de l'Ordre national du Mérite.
La place Jean Dours, sur laquelle est implantée la Halle aux grains d'Auch (la Maison de Gascogne), et l'avenue Jean Dours, où se trouve le collège de Vasconie à Miélan, sont nommées[pas clair] pour lui rendre hommage.